# استقطاب دائري

استقطاب دائري

الاستقطاب الدائري في علم البصريات والضوء هو أن الحقل الكهربائي من موجة الضوء لا تتغير شدته وانما يتغير اتجاهه بشكل دائري.
في العلوم الكهروديناميكية فإن شدة واتجاه الحقل الكهربائي تعرف بما يطلق عليه الحقل الكهربائي المتجهي (بالإنجليزية:electric field vector). في حالة الموجة الكهرومغناطيسية الضوئية المستقطبة دائريا كما في الصورة فإن نهاية المتجه للحقل الكهربائي تصف دائرة في كل نقطة فضائية (متجهية). في حالة توقيف الصورة المتحركة زمنياً، فيصف الحقل الكهربائي المتجهي شكل حلزونيا على امتداد انتشار الموجة الضوئية.
الاستقطاب الدائري هو حالة خاصة من الاستقطاب البيضاوي. الحالة الثانية هي الاستقطاب الخطي بحيث يمكن تخيله باستقطابين دائريين منعكسي الاتجاه في الدوران، بحيث يدور جزء مع عقارب الساعة والآخر بعكسها.

## الوصف العام

استقطاب دائري مع عقارب الساعة (يمين)

استقطاب دائري عكس عقارب الساعة (يسار)

الصورة على اليسار تبين متجه الحقل الكهربائي لموجة كهرومغناطيسية مستقطبة دائريا. المتجهات الكهربائية لها مقدار ثابت ولكن اتجاهاتها تتغير بشكل دائري.
بمراعات بأن كل حقل كهربائي يمثل موجة الموجة المستعرضة (على مستوى واحد) متعامدة على محور انتشارها وخصوصا بالأخذ بعين الاعتبار أن هذه الموجة مستقطبة دائريا، فإن هذه المتجهات تشير إلى أن الحقول الكهربائية ثابتة المقدار في مستوياتها (plane waves)، إلا أنها تدور باستمرار. الصورتين الجانبيتين توضحان نوعي الاستقطاب الدائري: يمينا (يدور مع عقارب الساعة) ويساراً (عكس عقارب الساعة).

لا بد من لفت الانتباه إلى أنه لا وجود لحقل كهربائي بدون الحقل المغناطيسي المرادف له، الحقل المغناطيسي (B-Field) يكون دائما متعامد على الحقل الكهربائي، بمعنى أن بينهما زاوية قدرها 90°، وكون هذا من قواعد الفيزياء، فيُكتَفي عادة برسم أحد الحقلين لمعرفة وجود الآخر دائما معه.

## عكس اتجاه الاستقطاب باستعمال بلورة تأخير موجية
لعكس اتجاه دوران الحقل الكهربائي تستعمل قطعة تأخير موجية نصفية (إزاحة بمقدار نصف طول الموجة، أي بمقدار 180 درجة)، وهي بلورة (half-wave plate) وتقوم بإزاحة الجزء الضوئي الموازي بمقدار نصف طول موجي نسبة إلى الجزء العمودي عليها، ما يؤدي إلى انعكاس الاستقطاب الدائري.

## التحويل إلى الاستقطاب الخطي
يمكن تحويل الاستقطاب الدائري إلى استقطاب خطي باستخدام قطعة تأخير موجية ربعية تقوم بعمل إزاحة بمقدار ربع طول الموجة، أي ما يعادل 90 درجة (quarter-wave plate). عند مرور ضوء مستقطب خطيا عبرها بزاوية انحناء قدرها 45 درجة ما بين محاور الضوء المستقطب خطيا والقطعة الموجية، فينتج ضوء مستقطب دائريا. عمليا، هذه هي الطريقة الأوسع انتشارا لإنتاج الضوء والأشعة المستقطبة دائريا. لاحظ انه في حالة ما كانت زاوية الانحناء المذكورة غير مساوية 45 درجة فإن النتيجة هي ضوء مستقطب بشكل بيضاوي.

## نظرة الميكانيكا الكمية
بنظرة ميكانيكا الكم، الضوء يتكون من فوتونات. الاستقطاب يعتبر مظهر من مظاهر الزخم الزاوي الداخلي (الغزل: spin) للفوتون. بشكل تخصيصي أكبر، في ميكانيكا الكم يكون اتجاه الغزل للفوتون مُنَصِفاً للاستقطاب الضوئي ويكون مغزل الفوتون مشابهاً لغزل الدقائق كالإلكترونات.

## موجة إف إم
يُستخدم مصطلح “الاستقطاب الدائري” عن طريق الخطأ لوصف الإشارات القطبية المختلطة ]بحاجة لتوثيق[ والمستخدمة بشكل رئيسي في إذاعة إف إم (87.5 وحتى 108.0 ميغاهرتز في الولايات المتحدة). حيث تنتشر المركبتان الأفقية والعمودية في نفس اللحظة بنسق واحد أو مجتمعتين معاً. ولهذا أثر ودور كبير في اختراق الإشارة للأبنية والمناطق سيئة الاستقبال، على عكس الإشارة ذات الاستقطاب الوحيد والمستوي. وفي الحالة الأخيرة، يدعى الاستقطاب وقتها بالاستقطاب العشوائي، حيث سيتغيّر الاستقطاب لدى جهاز الاستقبال –بالرغم من كونه ثابتاً –اعتماداً على اتجاه المرسل وعوامل أخرى تتعلق بتصميم هوائي الإرسال.
يشير مصطلح FM Radio إلى إذاعة إف إم، وليس إلى أنظمة الراديو المتنقلة الأرضية والتي تستخدم حصراً الاستقطاب الأفقي.

## ازدواج الألوان
يعبّر ازدواج الألوان الدائري (أو CD اختصاراً بالإنجليزية (عن الامتصاص التفاضلي للضوء المستقطب دائرياً (إما باتجاه اليمين أو اليسار). كما يُعد ازدواج الألوان أساس المطيافية، ويمكن استخدامه لتحديد “المتخايل” (أو المتزامر الضوئي) والبنية الثانوية للجزيء.
وتحدث هذه الظاهرة عموماً عند امتصاص حزمة من الجزيئات النشيطة ضوئياً. وكنتيجة لذلك، يظهر الازدواج اللوني عند معظم الجزئيات الحيوية، حيث تحتوي هذه الجزئيات على تدوير يميني –تدوير الاستقطاب الضوئي –(كالسُكر) أو يساري (كالحموض الأمينية).
ومن المثير للاهتمام أن البنية الثانوية تمنح ازدواجاً لونياً خاصاً للجزئيات، فعلى سبيل المثال، يحمل لولب ألفا وصحيفة بيتا والحمض النووي أشكالاً مميزة من طيف الازدواج اللوني تمثّل بنيتها.
وفي ظروف معينة، تظهر الجزئيات الانطباقية (اللامرآتية) ازدواجاً لونياً مغناطيسياً، أي يكون الحقل المغناطيسي مسؤولاً عن توليد الازدواج اللوني.

## في الميكانيكا الكمومية
يتكون الضوء من الفوتونات بنظر الميكانيكا الكمومية، لذا يُعد الاستقطاب مظهراً من مظاهر العزم الزاوي الذاتي (الفتل) الخاص بالفوتون. وبشكل أكثر تفصيلاً، يرتبط اتجاه فتل الفوتون في الميكانيكا الكمومية باتجاه الضوء المستقطب دورانياً (اليمين أو اليسار)، وبفتل شعاعٍ من الفوتونات والمشابه لفتل شعاعٍ من الجزئيات (كالالكترونات على سبيل المثال).

## في الطبيعة
يوجد عدد قليل جداً من الآليات الميكانيكية في الطبيعة والتي تولد ضوءاً مستقطباً دورانياً. في عام 1911، اكتشف الفيزيائي ألبرت ميكلسون أن الضوء المنعكس من خنفساء الجعران الذهبية (واسمها العلمي Chrysina resplendens) ذو استقطاب يساري. ومنذ وقوع ذلك الاكتشاف، أصبح الاستقطاب الدائري يُقاس بواسطة خنافس (جعليات) أخرى كـ Chrysina gloriosa  ، وأيضاً لدى بعض القشريات كفميات الأرجل (جمبري مانتيس). وفي هذه الحالات، تعتمد الآلية الجارية على الجزيئات لولبية الشكل الموجودة في الجليدة (البشرة، أو أي غطاء خارجي للكائن الحي) الكيتينية. ولوحظت قدرة نوعين من (جمبري مانتيس) على رصد الضوء المستقطب دائرياً.
كما يُعد الضوء الحيوي الناتج عن يرقات اليراعات مستقطباً دائرياً أيضاً، وذلك كما جاء في تقرير نُشر عام 1980 عن نوعين يدعيان Photuris lucicrescens وPhoturis versicolor.
من الصعب إيجاد توضيحٍ مجهري للاستطقاب الدائري عن اليراعات، حيث تبعث مشكاتا اليرقة اليمينية واليسارية الضوء المستقطب باتجاهين متعاكسين.